# Naissance en 1014
Naissance
- 1010
- 1011
- 1012
- 1013
- 1014
- 1015
- 1016
- 1017
- 1018

Cette page dresse une liste de personnalités nées au cours de l'année 1014 :
- Al-Bakri, également appelé Abū Ubayd Abd Allāh ibn Abd al-Azīz ibn Muḥammad al-Bakrī ou Abū Ubayd al-Bakrī, géographe et historien de l'Hispanie musulmane (Al-Andalus).
- Ali al-Qari, savant musulman hanafite.
- Anawrahta, roi birman, fondateur du premier royaume birman unifié, avec Pagan pour capitale.
- Cynan ap Iago,  prince gallois.
- Emma de Provence, ou  Emma de Venasque, comtesse de Provence.
- Snorri Thorfinnsson, fils de Thorfinn Karlsefni et Gudrid, sans doute le premier européen né au Vinland (Terre-Neuve).

## Crédit d'auteurs
- Cet article est partiellement ou en totalité issu de l'article intitulé « 1014 » (voir la liste des auteurs).